# Мосса
Мосса (італ. Mossa) — муніципалітет в Італії, у регіоні Фріулі-Венеція-Джулія,  провінція Гориція.
Мосса розташована на відстані близько 460 км на північ від Рима, 39 км на північний захід від Трієста, 6 км на захід від Гориції.
Населення — 1607 осіб (2014).
Щорічний фестиваль відбувається 30 листопада. Покровитель — Sant'Andrea.

## Демографія
Населення за роками:

Станом на 1 січня 2023 року в муніципалітеті офіційно проживало 38 іноземців з 12 країн, серед них 3 громадяни країн Євросоюзу та 3 громадяни України.

## Сусідні муніципалітети
- Каприва-дель-Фріулі
- Фарра-д'Ізонцо
- Гориція
- Сан-Флоріано-дель-Колліо
- Сан-Лоренцо-Ізонтіно